# 俄乌战争期间俄罗斯对国际制裁的反制
此条目拆分自俄罗斯入侵乌克兰中俄罗斯的反应段落。

## 俄罗斯对国际制裁的反制

#### 不友好国家名单
2022年3月7日，俄政府批准不友好国家及地区名单，包括澳大利亚、英国、欧盟国家、冰岛、加拿大、列支敦士登、摩纳哥、新西兰、挪威、韩国、圣马力诺、新加坡、美国、台湾、乌克兰、黑山、瑞士、日本等国家和地区。3月23日，普京宣佈與所有不友好国家的天然氣交易將改用盧布結算。消息公佈後盧布大幅升值，天然氣價格迅速高漲。普京於3月31日正式签署总统令，要求不友好国家必須以卢布支付俄羅斯天然气，4月1日起正式生效。

#### 对外国官员的制裁
3月16日，俄羅斯外交部表示俄羅斯對美國總統拜登、加拿大總理杜魯道、美國國務卿布林肯、美國國防部長奧斯汀、白宮新聞秘書莎琪、美國前國務卿希拉里·克林頓、拜登之子亨特·拜登、美國參謀長聯席會議主席馬克·米利 、國家安全顧問傑克·沙利文、中情局局長威廉·伯恩斯、副國家安全顧問达利普·辛格、美國國際開發署署長薩曼莎·鮑爾、財政部副部長瓦利·阿德耶莫、美國進出口銀行行長雷塔·喬·劉易斯等人實施制裁，禁止入境俄羅斯並凍結其在俄資產。
3月21日，俄罗斯外交部表示，由于日本參與制裁俄羅斯，俄方決定退出与日本签订二次大战和平条约的谈判，并冻结双方与千岛群岛争议性领土相关的联合经济计划。
3月24日，俄罗斯决定驱逐美国外交官。
4月4日，普京签署一项法令，限制向对俄罗斯不友好国家的国民发放签证。
4月16日，俄罗斯外交部发表声明称禁止包括英国首相约翰逊、英国前首相特蕾莎·梅、英国外交大臣利兹·特拉斯、英国国防大臣本·华莱士等13位英国政府要员和一些政治人物入境。4月26日，俄罗斯外交部禁止287名英国议员入境。
5月21日，俄罗斯外交部公布一份永久禁止入境的美国公民名单，其中共有包括美国总统拜登在内的963人。
5月24日，俄羅斯外交部宣布禁止英国154名议员入境俄罗斯。
6月6日，俄罗斯外交部宣布扩大永久禁止入境的美国公民名单，包括美国能源部长格兰霍姆和财政部长耶伦在内的61人被增列其中。6月14日，俄罗斯又将49名英国人列入黑名单。6月28日，俄罗斯外交部宣佈禁止包括美国总统拜登的妻子吉尔以和女儿等在內的25名美国人入境俄羅斯。
7月15日，俄罗斯宣佈禁止384名日本议员入境。

#### 经济措施
3月8日，俄羅斯宣佈限制部分商品和原材料出口。
3月31日，俄罗斯宣布禁止政府机构为关键基础设施购买外国软件，并禁止从2025年1月起在关键基础设施中使用外国软件。同時俄罗斯限制国内资金流向俄方認定的不友好国家。俄政府還禁止外国投资者出售证券以及从俄罗斯金融体系中提取资金。
4月2日，俄罗斯表示，在俄羅斯制裁被解除前，它不會與其他国家在国际空间站上進行合作。
4月16日，普京签署法令，要求俄罗斯公司在外国证券交易市场的存托凭证退市。
4月27日，普京宣佈将俄罗斯出口化肥的限制延长至8月31日。

#### 停止供应天然气
4月26日，俄罗斯停止向波兰和保加利亚供应天然氣。
5月21日，俄罗斯停止向芬兰供应天然气。
5月31日，俄羅斯以荷兰天然气公司GasTerra拒绝使用卢布进行付款為由停止向其供应天然气。
6月1日，俄罗斯天然气工业股份公司稱，在丹麦的Oersted AS和壳牌拒绝以俄罗斯卢布付款，将切断对它们的天然气供应。
7月30日，俄罗斯天然气工业股份公司宣佈停止向拉脱维亚供气。

#### 对外国公司的措施
5月18日，Google表示，俄羅斯子公司的銀行帳戶因被俄當局扣押，子公司無法付錢給員工和供應商，所以在俄子公司計劃申請破產。後來甚至獲新聞指，開罰金額已經高達37位數之鉅，連克宮發言人也不知道怎麼念。